# Jakob Buchholtz
Jakob Buchholtz (ur. 29 grudnia 1696 w Kieżmarku  – zm. 14 maja 1758 r. tamże) – spiskoniemiecki rzemieślnik (iglarz) działający w Kieżmarku, z zamiłowania badacz przyrody Tatr i turysta tatrzański.
Był synem Georga Buchholtza starszego (1643–1724) i młodszym bratem Georga Buchholtza juniora (1688–1737). W przeciwieństwie do starszego brata nie odebrał starannego wykształcenia, od młodości przyuczając się do zawodu. W następnych latach jednak więcej czasu niż iglarstwu poświęcał poznawaniu Tatr, poszukiwaniom minerałów i zbieraniu leczniczych roślin. Opierając się na wiedzy uzyskanej od ojca i brata penetrował ich zakątki, zapuszczając się z czasem i w inne rejony Spisza, zwłaszcza w bogate w różne użyteczne kopaliny Rudawy Słowackie. Był przekonany, że Wysokie Tatry należą do najwyższych masywów górskich na świecie oraz o tym, że w ich dolinach ukryte są ogromne bogactwa, które jedynie czekają na swego odkrywcę. Przekonanie to szeroko propagował, do tego stopnia, że późniejsze publikacje często klasyfikowały go do rzędu „pseudonaukowych poszukiwaczy skarbów”. W rzeczywistości posiadał, nabytą z czasem drogą praktyki, dość rozległą wiedzę mineralogiczną, którą w dodatku potrafił umiejętnie rozpropagować. Dzięki temu jego nazwisko zostało utrwalone w dziejach poznania Tatr nawet bardziej, niż nazwiska jego ojca i brata. Jest on np. jedyną osobą z rodziny Buchholtzów, którą uwzględniła wielka, wychodząca w l. 1911-1935 encyklopedia węgierska Révai nagy lexikona.
W 1746 r. wykonał z autentycznych minerałów tatrzańskich plastyczną mapę Tatr i sprzedał ją vácowskiemu biskupowi Althowi. W tym samym roku wysłał do Wiednia na adres dworskiego muzeum (Hofmuseum) bogatą kolekcję okazów przyrodniczych z Tatr, zwłaszcza minerałów i skamieniałości. Zbiór wzbudził zainteresowanie Franciszka I, małżonka cesarzowej Marii Teresy. W odpowiedzi władca poinformował Buchholtza za pośrednictwem dowódcy koszyckiego garnizonu, gen. Engelhardta, że wyśle w Tatry komisję naukową, która zbada tamtejsze warunki naturalne, a zwłaszcza oceni możliwości praktycznego wykorzystania tatrzańskich bogactw mineralnych.
List od generała Engelhardta z dnia 21 lipca 1751 r. zobowiązywał Jakoba Buchholtza do zorganizowania i poprowadzenia wyprawy badawczej w Tatry, a także do wyposażenia jej we wszystkie potrzebne pomoce techniczne, jak drabinki linowe, liny, pochodnie i „żelaza na stopy” (Fusseisen). Komisja przybyła do Kieżmarku 26 lipca 1751 r. W jej skład wchodzili: nadworni matematycy (Hof-Mathematici) Joseph Anton Nagel i Johann Ludwig de Baillon (późniejszy Naturalienkabinets-Direktor), astronom, matematyk i geodeta z Koszyc, jezuita Joseph Liesganig, zarządca kremnickich kopalń i hut Ernest Retz oraz wojskowy kartograf z Budy, porucznik inżynier Franz Langner. Grupę uzupełniali czterej górnicy (Bergheüer), wyposażeni w narzędzia i materiały wybuchowe: Ján Juhászy i Ján Zipfenpfennig z Gelnicy oraz Zigmunt Wagner i Ján Zavacký z Kremnicy. Po zapoznaniu się ze zbiorami minerałów Buchholtza w dniu 29 lipca komisja wyruszyła w teren. Trasa wyprawy obejmowała kolejno rejon Pienin, doliny po północnej stronie Tatr Wysokich, a następnie te po ich stronie południowej. Z kolei członkowie komisji poznawali obszar górnego Pohronia. 14 sierpnia przybyli do Liptowskiego Mikułasza, a 16 sierpnia 1751 r. odwiedzili Demianowską Jaskinię Lodową. Na końcu komisja przemierzyła tereny leżące na trasie Koszyce – Miszkolc. W tym ostatnim mieście ekspedycja zakończyła działanie. Jej członkowie wrócili do Wiednia, a Buchholtz – przez Koszyce i Gelnicę – do Kieżmarku.
Bezpośrednio po powrocie Liesganig osobiście złożył ustną relację cesarzowi. Ten podziękował listownie Buchholtzowi za włożony trud, koszty ekspedycji nagrodził pewną sumą pieniędzy i zachęcił do dalszych badań. Nie podjął jednak żadnych działań w kierunku uruchomienia w Tatrach prac wydobywczych, a dostarczone eksponaty spoczęły w muzeum. Sam Buchholtz z kolei sporządził dla cesarza obszerną relację pisemną, w której dokładnie opisane itinerarium i przebieg wyprawy mieszają się z jego zawyżoną oceną wyników ekspedycji i zupełnie abstrakcyjnymi wnioskami. Dokument ten został opublikowany dopiero po śmierci Jakoba Buchholtza w almanachu „Ungarisches Magazin” z roku 1787 pt. Reise auf die Karpatischen Gebirge, und in die angränzenden Gespanschaften.
W 1752 r., niezrażony brakiem reakcji ze strony dworu, Buchholtz przygotował transport obejmujący 8 beczek i kilka skrzyń z próbkami minerałów z Tatr, północnego Spiszu, Rudaw Słowackich, Słowackiego Krasu i innych terenów. W towarzystwie swego syna Johanna Georga (ur. 1723) zawiózł to do Wiednia, gdzie podczas uzyskanej audiencji przekazał zbiór cesarzowi. W zamian otrzymał cesarską pochwałę, 200 dukatów oraz list polecający dla siebie, syna oraz swojego pomocnika Mathiasa Fabricy'ego. List, datowany na 1 sierpnia 1752 r., upoważniał wymienione w nim osoby do prowadzenia swobodnych badań mineralogicznych na terenie całych Węgier i Siedmiogrodu oraz otrzymania w tym zakresie niezbędnej pomocy ze strony obywateli i urzędów. Co do zakresu i ewentualnych wyników takich badań, o ile w ogóle zostały przedsięwzięte, nie mamy żadnych wiadomości.
W tym samym 1752 r. Buchholtz zestawił obszerny opis Tatr pt. Beschreibung des wundervollen Karpatischen Schnee-Gebirges (wydanego pośmiertnie w 1783 r.). Oparł się w nim głównie o opracowania swojego ojca, jednak uzupełnił je również informacjami uzyskanymi od swojego brata, zaczerpniętymi z dzieła Mateja Bela oraz o własnymi obserwacjami. Pierwsze 2/3 tekstu obejmują opis topograficzny Tatr, pozostała część - informacje przyrodnicze (mineralogia, botanika, zoologia). Swoje wędrówki po Tatrach i okolicy z 1752 r. opisał w tekście pt. Abermalige Reise in die Karpatischen Gebirge, und die angränzenden Gespanschaften (również wydane dopiero pośmiertnie w 1787 r.).